# ضيائية كهربائية

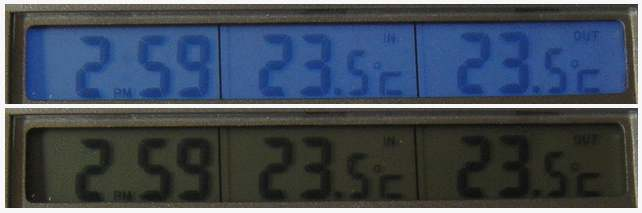
شاشات كريستال سائل LCD، عند تشغيل خاصية الضيائية الكهربائية (فوق) وعند إطفاءها (تحت).

ضيائية كهربائية (بالإنجليزية: Electroluminescence)‏ (إختصارًا EL) أو تألق كهربائي، هي ظاهرة كهربائية وبصرية حيث تبعث المادة ضوءًا استجابة لمرور تيار كهربائي خلالها أو تعرضها لمجال كهربائي قوي، تختلف الظاهرة عن إنبعاث الجسم الأسود الناتج عن الحرارة، والتألق الكيميائي، والضيائية الصوتية، وأي تألق ضوئي ميكانيكي آخر.

## الآلية

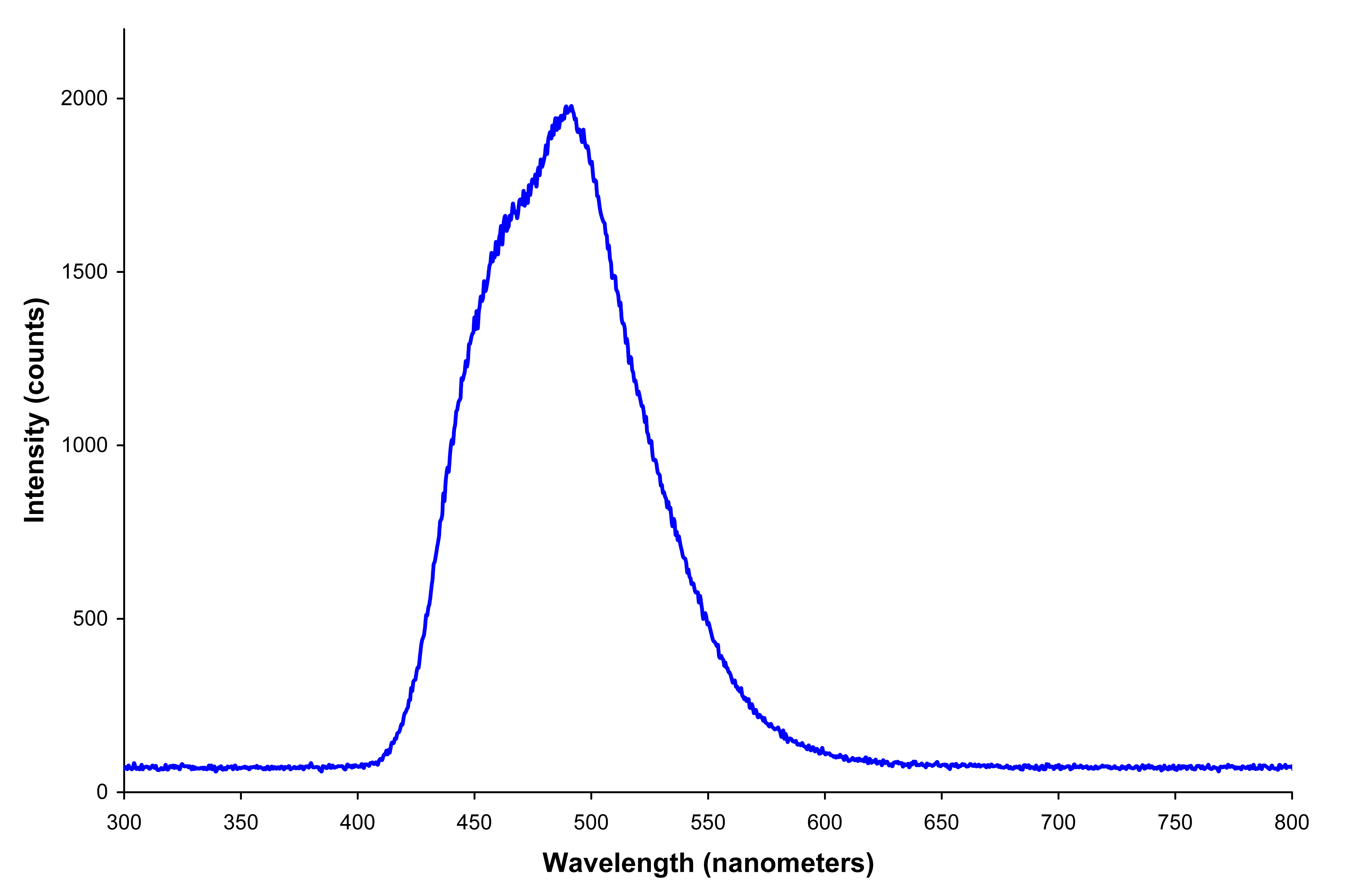
المخطط الطيفي لضوء أزرق-مخضر (كالذي يظهر في صورة الساعات فوق)، يلاحظ أن القمة عند الطول الموجي 492 نانومتر والعرض الكامل عند منتصف الذروة واسع قليلًا يبلغ 85 نانومتر.

تحصل الضيائية الكهربائية كنتيجة لإعادة الإرتباط مشع للإلكترونات والفجوات في المادة التي غالبًا ما تكون شبه موصلة تطلق الإلكترونات المحفزة طاقتها الفائضة بشكل فوتونات ضوئية عن ارتباطها بالفجوات، يتم فصل الإلكترونات والفجوات صناعيًا عن طريق عملية التطعيم لتشكيل وصلة (كما في الثنائيات الباعثة للضوء)، أو من خلال التحفيز بتعجيل الإلكترونات عالية الطاقة بواسطة مجال كهربائي شديد (كما في الفسفور الذي تصنع منه شاشات الضيائية الكهربائية).
ومؤخرًا وجد أن الخلايا الشمسية المحسنة الكفاءة في تحويل الضوء إلى كهرباء، لها كفاءة محسنة أيضًا لتحويل الكهرباء إلى ضوء.

## أمثلة على مواد تألق كهربائية
عناصر الإستضاءة الكهربائية يتم تصنيعها من مواد كهربائية التألق إما عضوية أو غير-عضوية، المواد الفعّالة عمومًا تكون أشباه موصلات بعرض نطاق كافي يسمح بإنبعاث الضوء، أكثر الأغشية الرقيقة المتألقة كهربائيًا النموذجية (TFEL) هو كبريتيد الزنك المطعم بالمنغنيز (ZnS:Mn) بإنبعاث ضوئي أصفر-برتقالي.
أمثلة على مواد كهربائية التألق:
- مسحوق كبريتيد الزنك المطعم بالنحاس (ينتج ضوء أخضر) أو بالفضة (ينتج ضوء أزرق مشرق).
- غشاء كبريتيد الزنك المطعم بالمنغنيز (ينتج ضوء أحمر-برتقالي).
- الألماس الأزرق المطعم طبيعيًا بالبورون.
- أشباه موصلات تتضمن عناصر من المجموعة الثالثة والرابعة (ثنائيات باعثة للضوء)، مثل فوسفيد إنديوم (InP)، زرنيخيد الغاليوم (GaAs)، نتريد الغاليوم (GaN).
- أشباه موصلات عضوية معيّنة مثل Ru(bpy)3]2+(PF6−)2].

## التطبيقات العملية

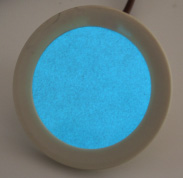
مصباح إضاءة ليلية يعمل بالضيائية الكهربائية يعود إلى عام 1960، يستهلك طاقة تعادل 0.08 واط بفرق جهد 230 فولت.

أغلب تطبيقات الضيائية الكهربائية تكون المادة الفعّالة فيها إما مسحوق (كالتي تستخدم في ألإنارة) أو أغشية رقيقة (كالمستخدمة في شاشات العرض).

### مكثف باعثة للضوء
المكثف الباعثة للضوء أو المتسعة الباعثة للضوء، (اختصارًا LEC)، مصطلح يستخدم منذ عام 1961 للتعبير عن اللوحات المتألقة كهربائيًا، تملك جنرال إلكتريك براءات اختراع يعود تاريخها إلى عام 1938 على لوحات تحكم متألقة كهربائيًا والتي لا تزال تُصنع لغرض الإضاءة الليلية أو الأضاءة الخلفية للوحات العدادات والتحكم، حيث أن الألواح المتألقة عبارة عن متسعة يكون الفسفور عازل بين الواحها مما يؤدي إلى انبعاث فوتونات عندما تكون المتسعة مشحونة وأحد الواحها شفاف.
دخل التألق الكهربائي في صناعة الأضواء الخلفية للوحة العدادات في إنتاج سيارات إمبيريال من شركة كرايسلر عام 1960، ثم استمر بنجاح في مركبات أخرى من كرايسلر حتى 1967 وتم تسويق المنتج باسم "Panelescent Lighting".

### المصابيح الليلية

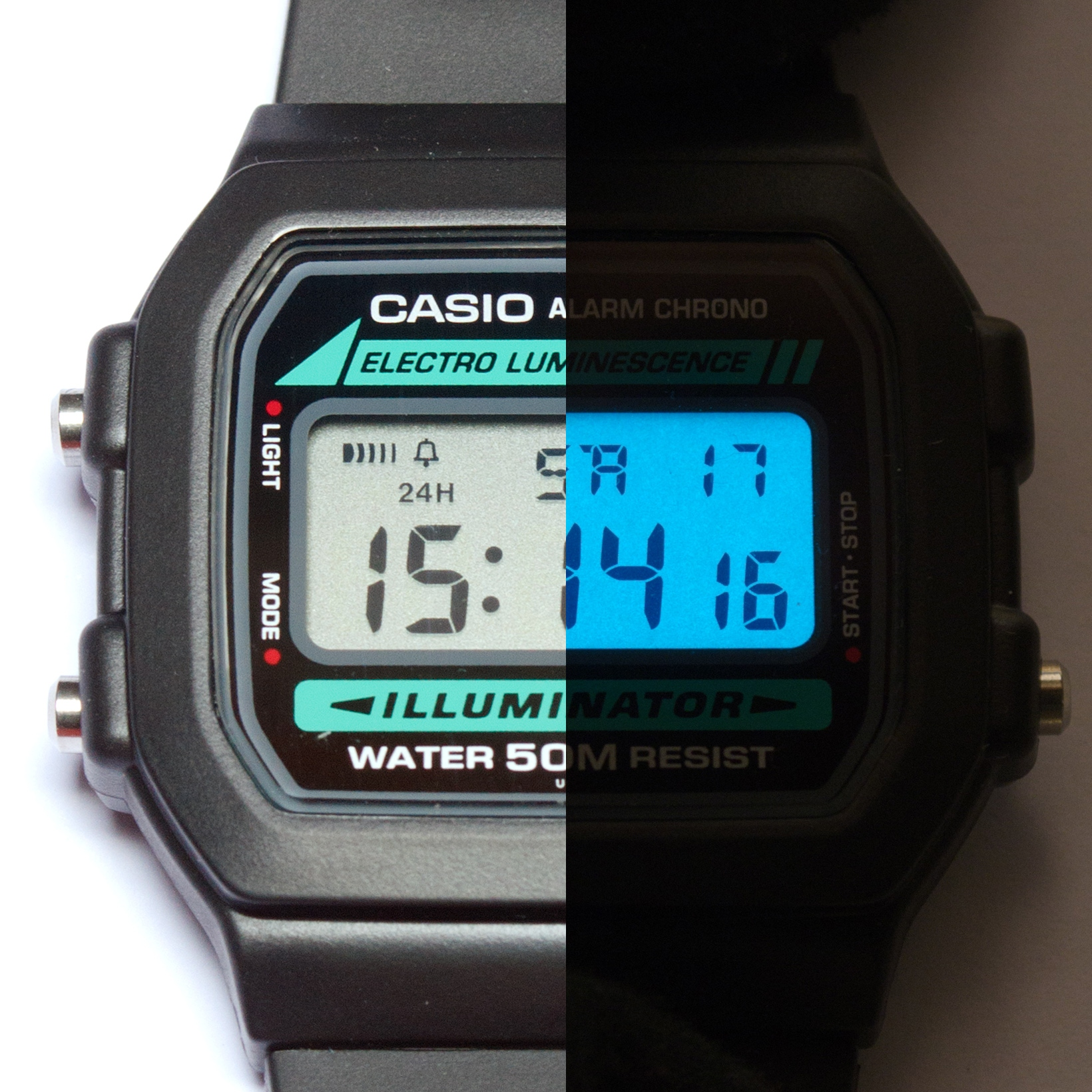
ساعة كاسيو رقمية شاشة كريستال السائل مع خاصية إضاءة كهربائية بلون أزرق سماوي.

قسم إضاءة سيلفانيا في سالم ودانفرز في ماساتشوستس، قام بتصنيع وتسويق مصابيح كهربائية تعمل بالضيائية الكهربائية تحت الاسم التجاري (Panelescent) في الوقت نفسه تقريبًا الذي دخلت فيه لوحات عدادات سيارات كرايسلر الإنتاج، أثبتت هذه المصابيح فاعليتها فبعضها لا يزال يعمل حتى بعد 50 عام من التشغيل المتواصل، في وقت لاحق من الستينيات قسم النظم الإلكترونية لسيلفانيا في نيدهام قام بتصنيع وتطوير العديد من أدوات مركبة أبولو للهبوط على القمر ووحدة القيادة باستخدام اللوحات المتألقة كهربائيًا التي صنعت في قسم الأنابيب الإلكترونية لسيلفانيا في إمبوريوم بنسلفانيا، شركة رايثون للتكونولوجيا في سودبري ماساتشوستس قامت بتصنيع حاسوب توجيه أبولو والذي استخدمت فيه الشركة لوحات عرض متألقة كهربائيًا كجزء من واجهة لوحة عرض المفاتيح DSKY.

### الإضاءة الخلفية
اللوحات المتألقة كهربائيًا المعتمدة على مسحوق الفسفور غالبًا ما تستخدم كإضاءة خلفية لشاشات الكريستال السائل، توفر إضاءة لطيفة متساوية للشاشة بأكملها بسهولة وبأقل استهلاك نسبي للطاقة، هذا يجعلها ملائمة للأجهزة التي تعمل بالبطاريات مثل أجهزة المناداة وساعات اليد وأجهزة تنظيم الحرارة حاسوبية التحكم، كما توهجها الهادئ باللون (الأخضرــ سماوي) شائع في عالم التكنولوجيا، يتطلب التوهج جهدًا عاليًا نسبيًا يتراوح بين (60 - 600 فولت)، في أجهزة البطاريات يجب توليد هذا الجهد بواسطة دائرة محول داخل الجهاز، كثيرًا ما يصدر هذا المحول صوتًا مسموعًا أو صفير أثناء تنشيط الإضاءة، أما بالنسبة للأجهزة التي تعمل بخط الفولتية يمكن تجهيد خط طاقة مباشر للإضاءة، تعمل المصابيح الليلية بهذه الطريقة حيث يزداد السطوع لوحدة المساحة بزيادة الجهد والتردد.
في الثمانينيات لأول مرة تم تسويق أغشية الفسفور الرقيقة المتألقة كهربائيًا تجاريًا من قبل مؤسسة شارب في اليابان، وفينلكس [الإنجليزية] في فنلندا وشركة أنظمة بلانار [الإنجليزية] في الولايات المتحدة، في هذه الأجهزة تم تحقيق إنبعاث ضوئي أصفر ساطع وطويل العمر في غشاء رقيق من مادة كبريتيد الزنك المطعم بالمنغنيز، الشاشات التي تستخدم هذه التقنية صنعت للأغراض الطبية وتطبيقات المركبات حيث تكون الصلابة وزاوية الرؤية الواسعة أمورًا بالغة الأهمية وحينها لم تكن شاشات الكريستال السائل متطورة بما فيه الكفاية، في عام 1992 قدمت مجموعة تايمكس [الإنجليزية] شاشاتها المضيئة (إنديغلو [الإنجليزية]) في بعض ساعات اليد.
مؤخرًا تم تطوير أغشية رقيقة متألقة من مواد بإنبعاثات صوئية زرقاء وحمراء وخضراء والتي وفرت شاشات عرض كاملة الألوان وطويلة العمر.
في كل الأحوال يجب أن توضع المادة المتألقة بين قطبين كهربائيين أحدهما شفاف على الأقل ليسمح بمرور الضوء الناتج عن الجهد الكهربائي المسلط، يشيع استخدام الزجاج المطلي بأوكسيد القصدير إنديوم [الإنجليزية] كقطب شفاف بينما يتم طلاء القطب الخلفي بفلز عاكس، بالإضافة إلى ذلك يمكن استخدام مواد موصلة شفافة أخرى مثل التغليف بالأنابيب النانوية الكربونية أو PEDOT [الإنجليزية] كقطب أمامي.
تطبيقات وشاشات العرض تكون في الغالب غير فعّالة (بمعنى أن فرق الجهد يأتي من ترانزستور على جانب الشاشة)، بشكل مشابه لشاشات عرض الـ LCD تم تقديم شاشات عرض يطلق عليها مصفوفات ضيائية كهربائية فعّالة (AMEL)، حيث يتم إضافة الدوائر الإلكترونية لتزويد كل بكسل في الشاشاة بفولتية خاصة، صنعت شاشات عَرض من نوع AMEL بدقة 1280×1024 تحتوي أكثر من 1000 (صف لكل بوصة) من قبل اتحاد يضم شركة أنظمة بلانار.
تقنيات الضيائية الكهربائية تتميز بأنها ذات استهلاك منخفض للطاقة مقارنة بطرق الإضاءة الأخرى كمصباح النيون والمصباح الفلوري، بالإضافة إلى كونها رقيقة المادة وخفيفة الوزن مما جعلها ذات قيمة كبيرة خصوصًا في صناعة الإعلانات حيث تتكون فقط من لافتة الإعلان ولوحة الكهربائية، كما يمكن لمصنعي هذه الإعلانات التحكم بدقة وسهولة في موقع وزمن وإضاءة أي منطقة من الصفيحة ما أعطاهم قدرة على إنشاء اعلانات أكثر ديناميكية بنفس مساحة الإعلان التقليدي.
يطلق أيضًا على الغشاء الرقيق المتألق كهربائيًا بـ (مشع لامبرتي [الإنجليزية])، ينتج الغشاء ضوء أحادي التردد (لون موحد) بعرض نطاق ضيق جدًا وبخلاف المصادر الصناعية الأخرى ينبعث الضوء من السطح بشكل متساوي تمامًا ومتجانس من كل زوايا النظر؛ سهل التمييز للعين حتى من المسافات البعيدة وغير موجه لذا من الصعب مقارنته مع المصادر الضوئية (ألحرارية) التي تقاس شدتها باللومن واللوكس.

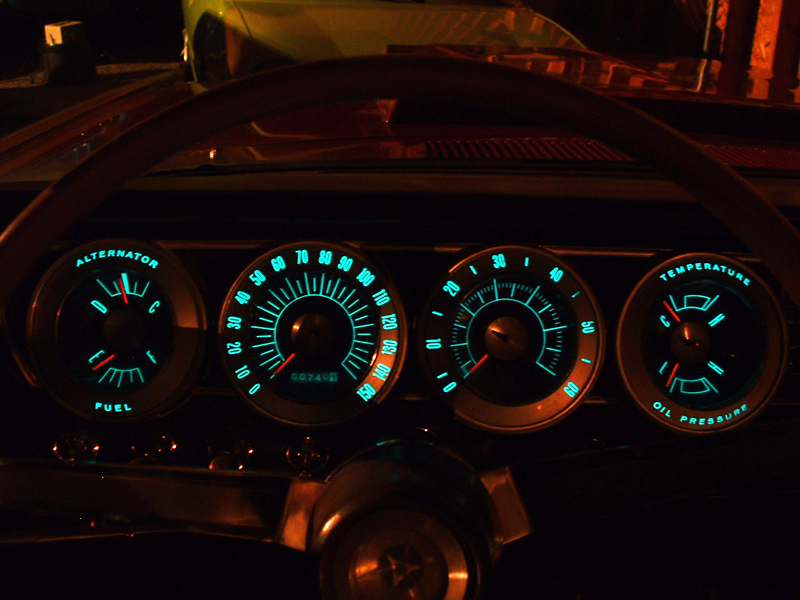
لوحة عدادات سيارة دوج تشارجر 1966، تعمل إضاءة العدادات بقتنية الضيائية الكهربائية.

من حيث المبدأ، يمكن تصنيع مصابيح الضيائية الكهربائية لتشع بأي لون، مع ذلك يكون الأخضر أكثرها شيوعًا لقربه الشديد من ذروة حساسية العين البشرية وهذا ينتج أكبر خرج ضوئي بأقل إدخال من الطاقة الكهربائية، بعكس النيون والفلوريسنت، مصابيح التألق ليست سالبة المقاومة لا تحتاج لدوائر إضافية تنظم كمية التيار المار خلالها، التقنيات الجديدة تعتمد على الفسفور متعدد الأطياف الذي يشع بطول موجي بين 600-400 نانومتر إعتمادًا على التردد الكهربائي المدخل.
حاليًا تستخدم هذه الإضاءة كتطبيق للسلامة العامة في كتابة الأرقام والحروف على أبواب وأسقف المركبات لتسهيل رؤيتها من الجو باستعمال الثنائيات الباعثة للضوء.
تطبيقات أخرى مثل الأسلاك أو الألياف المتألقة كهربائيًا [الإنجليزية] شقت طريقها أيضًا إلى صناعة الملابس حيث إستخدمها العديد من المصممين في صناعة الملابس الترفيهية ذات الإضاءة.
تمكن المهندسون من تطوير جلد متوهج كهربائيًا يمكن أن يتمدد إلى ستة أضعاف قياسه الأصلي مع بقاء إنبعاث الضوء منه، يطلق عليه مكثف باعث للضوء عالي المرونة (HLEC) ولديه خاصية تحمل إجهاد الشاشات القابلة للتمديد التي تم اختبارها سابقًا، يتألف هذا الغشاء من طبقات من أقطاب هيدروجيل [الإنجليزية] شفافة تتوسطها طبقة بوليمر مرن عازلة، يغير البوليمر المرن إنارته وسعته عند تمديده أو لفه أو تشويه شكله، كما له القدرة على إطلاق الضوء حتى عند تمديده إلى 480% من حجمه الأصلي، وأثبت أن مجموعة من HLEC قادرة على التكامل في نظام الروبوتات الناعمة، حيث تم ربط ثلاث من لوحات HLEC سداسية الطبقات معًا لتكوين روبوت ناعم زاحف، الطبقات الأربع العلوية تضيء غلاف الروبوت والاثنان السفلية تمثل صمامات تحكم غازية، هذا الإكتشاف يمكن أن يقود إلى تطورات كبيرة في قطاع الرعاية الصحية والنقل والاتصالات الإلكترونية ومجالات أخرى.

## طالع أيضًا
- ثنائي باعث للضوء
- ترانزستور باعث للضوء
- ضيائية
- فسفورية